# Tiringija
Tiringija (Tirinška, njem. Thüringen), službeno: Slobodna Država Tiringija (njem. Freistaat Thüringen) savezna je pokrajina je u središnjoj Njemačkoj. Površina pokrajine iznosi 16 202 km2, te ima oko 2,1 milijun stanovnika. Glavni i najveći grad je Erfurt. Ostali veći gradovi su Jena, Gera i Weimar. Susjedne pokrajine Tiringije su Bavarska, Hessen, Donja Saska, Saska-Anhalt i Saska

## Gradovi u Tiringiji
| Grad               | Broj stanovnika |
| ------------------ | --------------- |
| Erfurt             | 202.929         |
| Gera               | 104.737         |
| Jena               | 102.201         |
| Weimar             | 64.361          |
| Gotha              | 47.045          |
| Suhl               | 43.202          |
| Nordhausen         | 43.781          |
| Eisenach           | 43.858          |
| Altenburg          | 38.203          |
| Mühlhausen         | 37.480          |
| Saalfeld           | 28.148          |
| Rudolstadt         | 25.584          |
| Arnstadt           | 25.828          |
| Ilmenau            | 26.713          |
| Greiz              | 24.007          |
| Apolda             | 24.684          |
| Sonneberg          | 23.928          |
| Sondershausen      | 21.718          |
| Meiningen          | 21.642          |
| Sömmerda           | 20.885          |
| Leinefelde-Worbis  | 20.816          |
| Bad Langensalza    | 18.760          |
| Zeulenroda-Triebes | 16.924          |

## Okruzi u Tiringiji
Tiringija ima 17 okruga (Landkreise) i 6 bezokružnih gradova (Kreisfreie Städte).
Bezokružni gradovi su:
- Eisenach (EA)
- Erfurt (EF)
- Gera (G)
- Jena (J)
- Suhl (SHL)
- Weimar (WE)

Okruzi su:
1. Altenburger Land (Altenburg) (ABG)
2. Eichsfeld (Heilbad Heiligenstadt) (EIC)
3. Gotha (GTH)
4. Greiz (GRZ)
5. Hildburghausen (HBN)
6. Ilm-Kreis (Arnstadt) (IK)
7. Kyffhäuserkreis (Sondershausen) (KYF)
8. Nordhausen (NDH)
9. Saale-Holzland-Kreis (Eisenberg) (SHK)
10. Saale-Orla-Kreis (Schleiz) (SOK)
11. Saalfeld-Rudolstadt (Saalfeld/Saale) (SLF)
12. Schmalkalden-Meiningen (Meiningen) (SM)
13. Sömmerda (SÖM)
14. Sonneberg (SON)
15. Unstrut-Hainich-Kreis (Mühlhausen) (UH)
16. Wartburgkreis (Bad Salzungen) (WAK)
17. Weimarer Land (Apolda) (AP)

## Vanjske poveznice
- Službena stranica (njem.) (engl.) (fr.)
- Thüringen.info (njem.)
- Izbori u Tiringiji (njem.)

### Ostali projekti
|  | Zajednički poslužitelj ima još gradiva o temi Tiringija |

## Religija
- 25.1% luterani[3]
- 7.8 %  katolici[4]
- preko 50% stanovništva nisu vjernici